# Partito di Unificazione Democratica
Il Partito di Unificazione Democratica (Partido Unificación Democrática - UD) è un partito politico honduregno di sinistra fondato il 29 settembre del 1992 dalla fusione di quattro distinti soggetti politici:
- Partito Rivoluzionario Honduregno (Partido Revolucionario Hondureño, PRH)
- Partito Morazanista di Liberazione Nazionale (Partido Morazanista de Liberación Nacional, PMLN)
- Partito per la trasformazione dell'Honduras (Partido para la transformación de Honduras, PTH)
- Partido Renovación Patriótica, PRP, il Partito di Rinnovamento Patriottico (ex Partito Comunista dell'Honduras).

Detti partiti avevano svolto la loro attività in modo clandestino o semi-clandestino, nel contesto della mutata situazione politica in America centrale dopo la fine della Guerra fredda. Nel 2014 la quinta formazione politica del paese.

## Storia
Con il Decreto n ° 189-93 del Congresso Nazionale dell'Honduras, lo Stato ha legalmente riconosciuto il Partito dell'Unificazione Democratica (UD), poco dopo il Trattato di Esquipulas, nel mentre si affermavano i guerriglieri dell'America centrale (come i guerriglieri zapatisti in Messico dell'Esercito Zapatista di Liberazione Nazionale in Chiapas) con lo status giuridico dei partiti politici. In seguito a questo, il Tribunale dell'Honduras lo ha riconosciuto come la quinta formazione politica del paese.
Nel 1997, vinto 1% del voto presidenziale, 2% e l'1% legislativo comunale, ottenendo solo un membro del Congresso e membro del Parlamento centroamericano, un sindaco e 21 consiglieri. Nel 2001 ha ottenuto l'1% dei voti presidenziali, 4% del controllo parlamentare e il 2% del sostegno comunale, ottenendo cinque deputati nazionali, una centrale e 26 consiglieri. Nelle elezioni del 27 novembre 2005, il suo candidato alla presidenza, Juan Ángel Almendares, era 1%, con cinque deputati nazionali.
il Partito dell'Unificazione Democratica (UD) ha supportato il deposto Manuel Zelaya Rosales, prima e dopo il Golpe in Honduras e crisi costituzionale del 28 giugno 2009, e denunciato la persecuzione di legislatori dell' UD da parte delle autorità statali nel golpe e l'omicidio di uno dei suoi leader.(https://web.archive.org/web/20140904031814/http://old.kaosenlared.net/noticia/golpistas-hondurenos-aumentan-represion-contra-dirigentes-populares-pe)
Il loro capo , Ramón García, è stato costretto forzatamente a scendere da un mezzo di trasporto pubblico, mentre era di ritorno da una manifestazione a favore del reintegro di Manuel Zelaya Rosales al potere, ed è stato ucciso nella città di Santa Bárbara da parte di uno sconosciuto il 12 luglio 2009, come riportava la relazione della missione di osservazione internazionale sui diritti umani. Un giorno prima che Ramón García fosse barbaramente assassinato, le autorità statali hanno sparato uccidendo nella sua casa Bados Roger Iván González, ex leader del Blocco Popolare in San Pedro Sula.
Lo slogan utilizzato con frequenza dal Partito dell'Unificazione Democratica (UD) è "UD fa la differenza", laddove "UD può essere interpretato come 'tu, tu fai la differenza" e le sue colonne sono l'etica, la democrazia, la critica, la proposta e la lotta. Il Partito dell'Unificazione Democratica (UD) è caratterizzato anche dall'uso abbondante di colori rossi e gialli che simboleggiano, rispettivamente, il sangue dei martiri honduregni nella lotta e la nuova alba dell'Honduras.
La sua massima autorità del Partito dell'Unificazione Democratica (UD) è l'Assemblea Nazionale, che elegge il Consiglio Direttivo Nazionale, le varie assemblee dipartimentali, i consigli comunali ed i gruppi di base.

## Risultati elettorali
| Elezione          | Voti    | %    | Seggi   |
| ----------------- | ------- | ---- | ------- |
| Parlamentari 2013 | 460.814 | 1,67 | 1 / 128 |
| Parlamentari 2017 |         |      | 1 / 128 |